# Irak–iráni háború

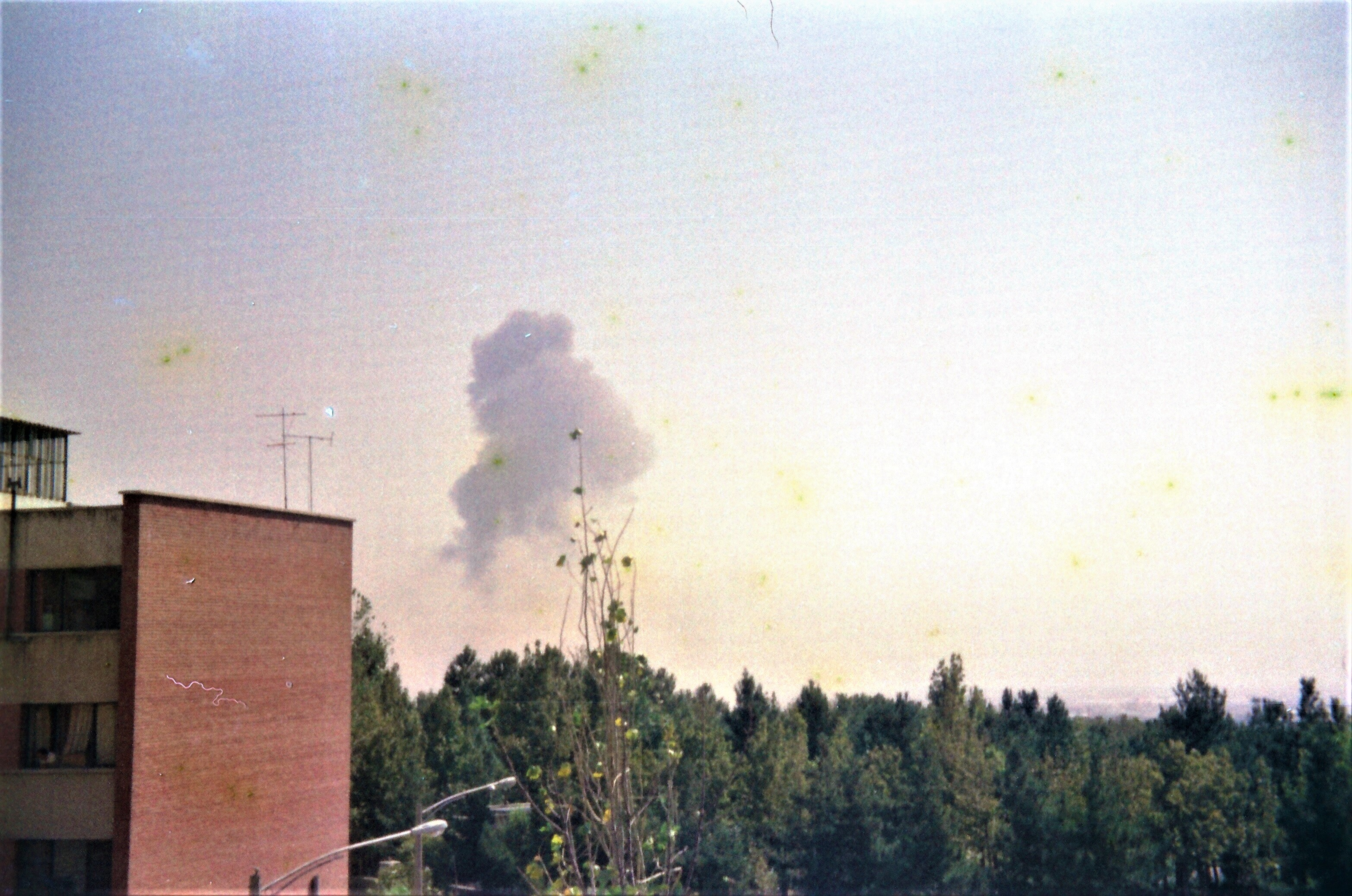
Irak–iráni háború - 1980. szeptember 22. - Teherán

Az irak–iráni háború, elnevezése Iránban Kikényszerített háború (جنگ تحمیلی, Jang-e-tahmīlī) és Szent Védekezés (دفاع مقدس, Difāʿ muqaddas), illetve Irakban Szaddám  kádiszíjai csatája (قادسيّة صدّام, Qādisiyyat Ṣaddām), Irak és Irán között 1980 szeptembere és 1988 augusztusa között vívott háború volt.

## Története
A két ország között korábban is voltak határviták, ezek az 1970-es években fegyveres összecsapásokhoz is vezettek, de a helyzet a szunnita Szaddám Huszein hatalomátvétele és az iráni forradalom után változott meg drámaian. A két ország között vallási és etnikai ellentétek is fennálltak: Iránban az iszlám síita ága került hatalomra és fennállt a veszélye, hogy a szunnita vezetésű Irak elnyomott síita többsége felkelést indít. Az irániak a perzsák leszármazottai és az indoeurópai népek sorába tartoznak, akárcsak a kurdok. Nyelveik rokonságban állnak az Európában beszélt germán, szláv és újlatin nyelvekkel. Ezzel szemben az Irakot lakó arabok, amely az egész Közel-Keletnek többségi nemzete, a sémi-hámi népek közé tartoznak, s eme etnikai ellentétek is már évszázadok óta jellemezték az itteni sémi és nem sémi népeket. Az Iránban többséget alkotó síiták 1979-ben jutottak hatalomra Iránban, a forradalom vezetője, Homeini ajatollah korábban Irak síita részén élt emigrációban. A térséget potenciálisan destabilizáló iszlamista Irán megtámadását az Amerikai Egyesült Államok és a Szovjetunió sem ellenezte, és a Perzsa-öböl arab monarchiái is támogatták az iraki diktátor ambícióit, mivel ettől várták a forradalmi hullám elterjedésének megakadályozását.

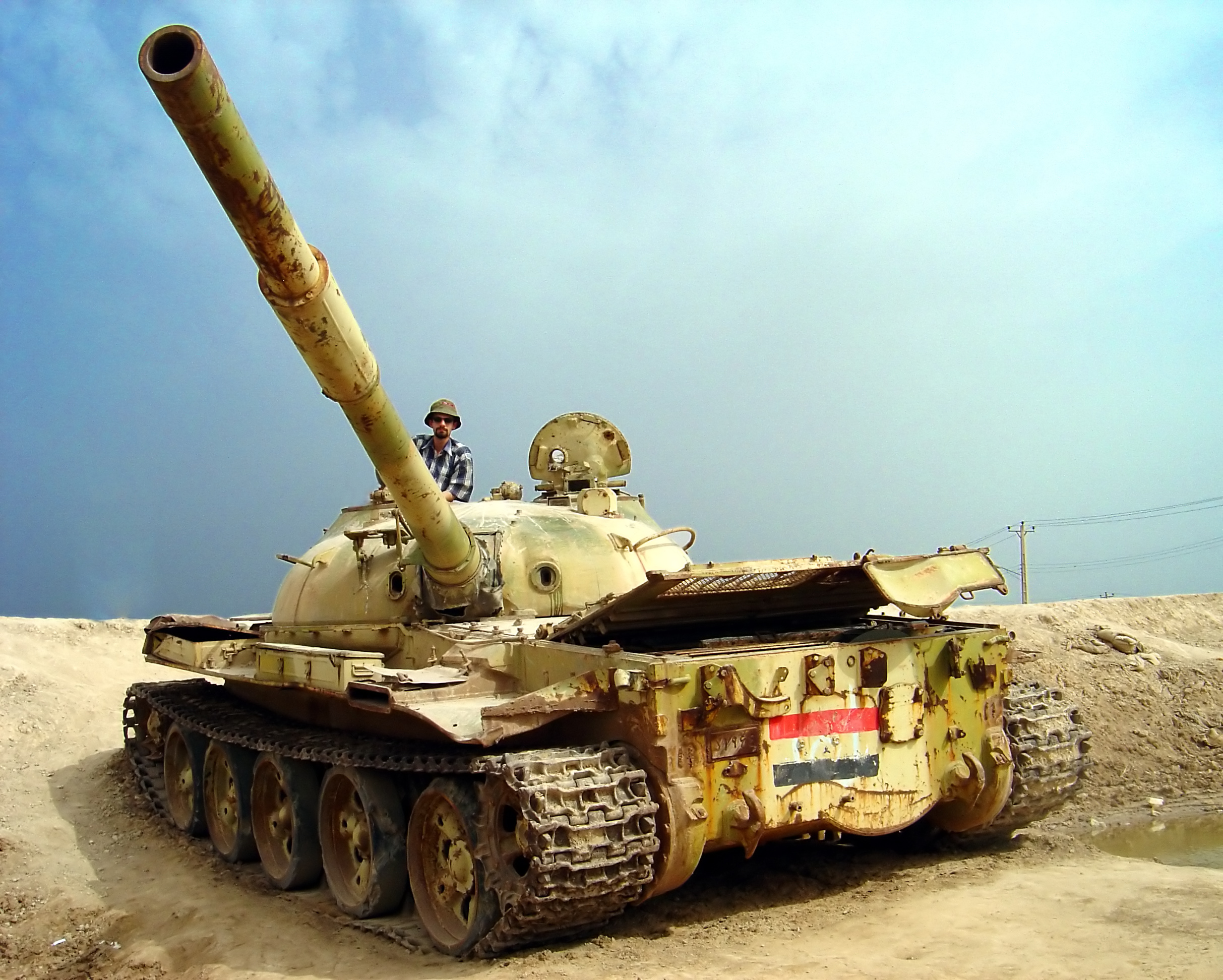
Kilőtt iraki T–62-es harckocsi

1980. szeptember 22-én Irak hadüzenet nélkül, megelőző légicsapásokkal támadta meg Iránt, majd szárazföldi erői átkeltek a Satt el-Arab–Arvand-Rud határfolyón, benyomultak a forradalomtól meggyengített ország területére, és elfoglalták Horramsahr (Khorramsahr) határvárost és Huzesztán tartomány délnyugati sávját. Az iráni csapatok első vereségeiért Abolhaszan Baniszadr elnököt tették felelőssé, aki 1981. június 21-én lemondásra kényszerült és elmenekült az országból. Iránnak azonban sikerült viszonylag gyorsan újjászerveznie hadseregét, és 1982 nyarára visszafoglalta az Irak által elfoglalt területeit (többek között Horramsár városát szörnyű vérveszteség árán). A háború következő hat éve lényegében állóháború volt, amely módszereit tekintve az első világháborúra hasonlított a legjobban. Ennek oka, hogy mind Irán, mind pedig Irak hadserege korszerűtlen volt mind fegyverzet, mind képesítés tekintetében. Az iraki hadsereg a háború után sem fejlődött sokat, mert a 2003-as iraki háború során is rövid időn belül összeomlott az ellenállása a támadó amerikai, angol és egyéb csapatokkal szemben.
A megmerevedett frontokon a katonák lövészárkokat ástak, szögesdrót-akadályokat és géppuskafészkeket telepítettek, melyeket gyakran rohammal igyekeztek elfoglalni. Irak széles körben alkalmazott – nemcsak az iráni katonák, hanem saját kurd kisebbsége ellen is – vegyi fegyvereket, elsősorban mustárgázt.
A kurdok fegyveresei az önállóság reményében az irániak mellé álltak, ez okot/ürügyet adott Szaddámnak az ellenük való népirtásra (Anfal hadművelet), addig az iráni kurdok felkelését Szaddám támogatta. Irak konzervatív, radikális része, amely főként síitákból állt és rokonszenvezett Homeinivel, szintén csatlakozott az ellenséghez (ők is egy külön iraki síita állam létrehozását helyezték kilátásba iráni mintára). Iránból önkéntes mudzsáhedek, Huzesztán iráni tartomány arab lakosai álltak az iraki hadseregbe.
Az iraki hadsereghez egy brit jelentés szerint kb. 20 ezer arab önkéntes csatlakozott, akik Egyiptomból, Marokkóból, Tunéziából és Jordániából érkeztek. A jordániai vezetés nyíltan ösztökélte polgárait az irakiak melletti harcra, amely felért egy nyílt háborús részvétellel. Az önkéntesek többsége az iraki köztársasági gárdához került.
Az iráni hadseregben harcoltak arab önkéntesek, akik szimpatizáltak Homeinivel, ezenkívül síita önkéntesek Pakisztánból, Dél-Jemenből és Afganisztánból.
A szudáni kormány ráadásul közvetlen utasításra küldött harcoló egységeket az iraki hadseregnek Irán ellen, tehát Szudán kvázi részt vett a háborúban.
Éppen a kurdok jelenléte miatt félő volt, hogy a háború átterjedhet más államokra is, ahol jelentékeny számú kurd kisebbség él. Ilyen veszélynek különösen Törökország volt kitéve, ahol ma is számos függetlenségre törekvő kurd csoport működik.
Mindkét ország nagy mennyiségben vetett be ballisztikus rakétákat. Pontatlanságuk miatt ezeket elsősorban egymás városaira lőtték ki (ez volt a „városok háborúja”), emellett gyakran támadták egymás tartályhajóit is.
A hosszú ideig tartó háború súlyos emberveszteséggel járt, az iráni polgári és katonai veszteségeket 500 000 és 1 000 000 fő közé becsülik, míg Irak vesztesége elérte a 300 000 főt. A háború alatt vagy 200 ezer kurdot mészároltak le főként az iraki csapatok. Az iráni hadseregben jelentős létszámban harcoltak gyerekek, elsősorban 16 és 17 esztendős fiúk. Mintegy 100 ezer iráni gyerekkatona esett áldozatul a háborúnak. A két ország gazdasága, elsősorban olajiparuk, mely közös határuk közelében koncentrálódott, súlyos károkat szenvedett, Iraké például 500 milliárd dollár értékűt.
A veszteségek ellenére nem következett be lényeges változás a két ország közös határaiban, Irak nem tudott jelentős iráni területeket elfoglalni és Irán is csak komoly veszteségek árán tudta visszafoglalni a háború kezdetén elvesztett területeit - a konfliktus ebben is hasonlít az első világháborúra. Az ENSZ Biztonsági Tanácsa számos alkalommal felszólította a két felet a harctevékenységek beszüntetésére, de erre csak 1988. augusztus 20-án, az ENSZ BT. 598. számú határozatának elfogadása után került sor. Az utolsó hadifoglyokat csak 2003-ban cserélték ki.

## Fordítás
- Ez a szócikk részben vagy egészben  az   Iran–Iraq War című angol Wikipédia-szócikk fordításán alapul.  Az eredeti cikk szerkesztőit annak laptörténete sorolja fel. Ez a jelzés csupán a megfogalmazás eredetét és a szerzői jogokat jelzi, nem szolgál a cikkben szereplő információk forrásmegjelöléseként.